# Wilhelm von Graben
Wilhelm von Graben (* auf Schloss Kornberg; † 1523 ebenda) war ein kärntnerischer Edelmann des 15. und 16. Jahrhunderts. Er entstammte dem Geschlecht derer von Graben und war Herr von Kornberg, Marburg, der Obermarburg und dem Schloss Marburg sowie Graben. Wilhelm und seine Brüder konvertierten zum Protestantismus und führen auf ihrer Herrschaft Kornberg den protestantischen Gottesdienst ein.

## Biografie

### Familie
Wilhelm von Graben wurde als Sohn des bedeutenden Edelmannes und kaiserlichen Politikers Ulrich III. von Graben und der Agnes Närringer geboren. Der Genealoge Gabriel Bucelin betitelt Ulrich III. in seinem Werk "Germania topo-chrono-stemmato-graphica sacra et prophana" als Baron. Es ist aber keine Erhebung Von Grabens in den (Frei)Herrenstand bekannt. Der görzische Hauptmann und Reichsverweser Virgil von Graben war einer seiner Cousins.

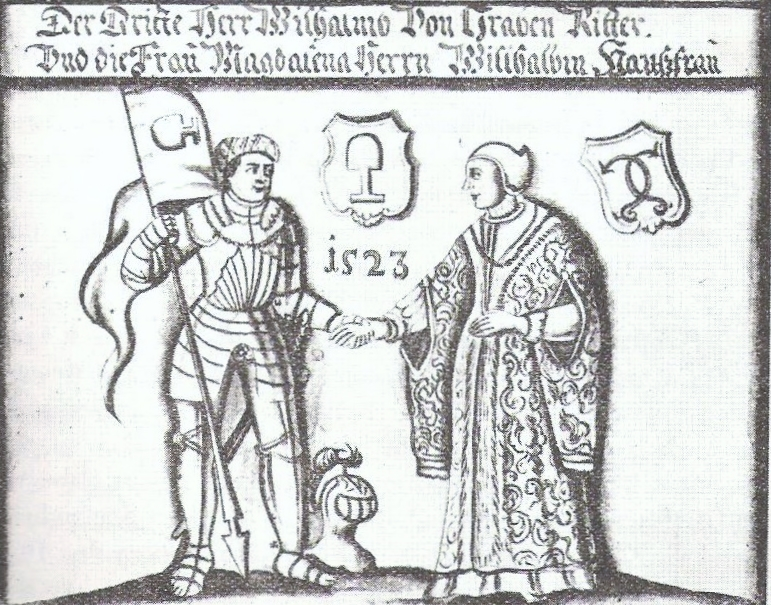
Wilhelm von Graben und seine Ehefrau Magdalena von Stubenberg

Wilhelm ehelichte Magdalena von Stubenberg (diese war bei ihrer Heirat mit von Graben 1512 noch im Kindesalter, und verehelichte sich nach dessen Tod mit Friedrich von Gleinz und hernach mit Erasmus von Ratmannsdorf), einer Tochter von Hans von Stubenberg und Barbara von Baumkirchen, sowie Schwester des Wolfgang (Wolf) von Stubenberg. Dieser Ehe entsprangen mit Georg Siegmund, Andrä, Margareta und Anna von Graben vier Kinder.
Wilhelm konnte aus seiner Ehe mit Magdalena von Stubenberg diverse Güter des Hauses Stubenberg zur Nutznießung lukrieren, denn Magdalenas Mutter hatte Wilhelm alle ihre Ansprüche auf das Stubenbergsche Erbe übertragen.

### Tätigkeit
Wilhelm von Graben und seine beiden Brüder Andree und Wolfgang gelangten 1494 durch Verhandlung mit dem römisch-deutschen König Maximilian I. um die Kaufsumme einiger Dörfer und Teiche in Besitz von Herrschaft und Schloss Saldenhofen. Ab dem Jahre 1498 wird sein Bruder Wolfgang als alleiniger kaiserlicher Pfleger [sprich Burggraf] auf Saldenhofen genannt.
Durch den späteren Kaiser Maximilian I. wurde Wilhelm im Jahre 1507 pflegeweise mit [der Stubenbergischen] Burg Neuberg [Schloss Neitberg] belehnt. Im selben Jahre erhielt er mitsamt allen seinen Erben den pflegeweisen Besitz des Schlosses, der Burghut sowie aller Zugehörlichkeiten von Neuberg überschrieben.

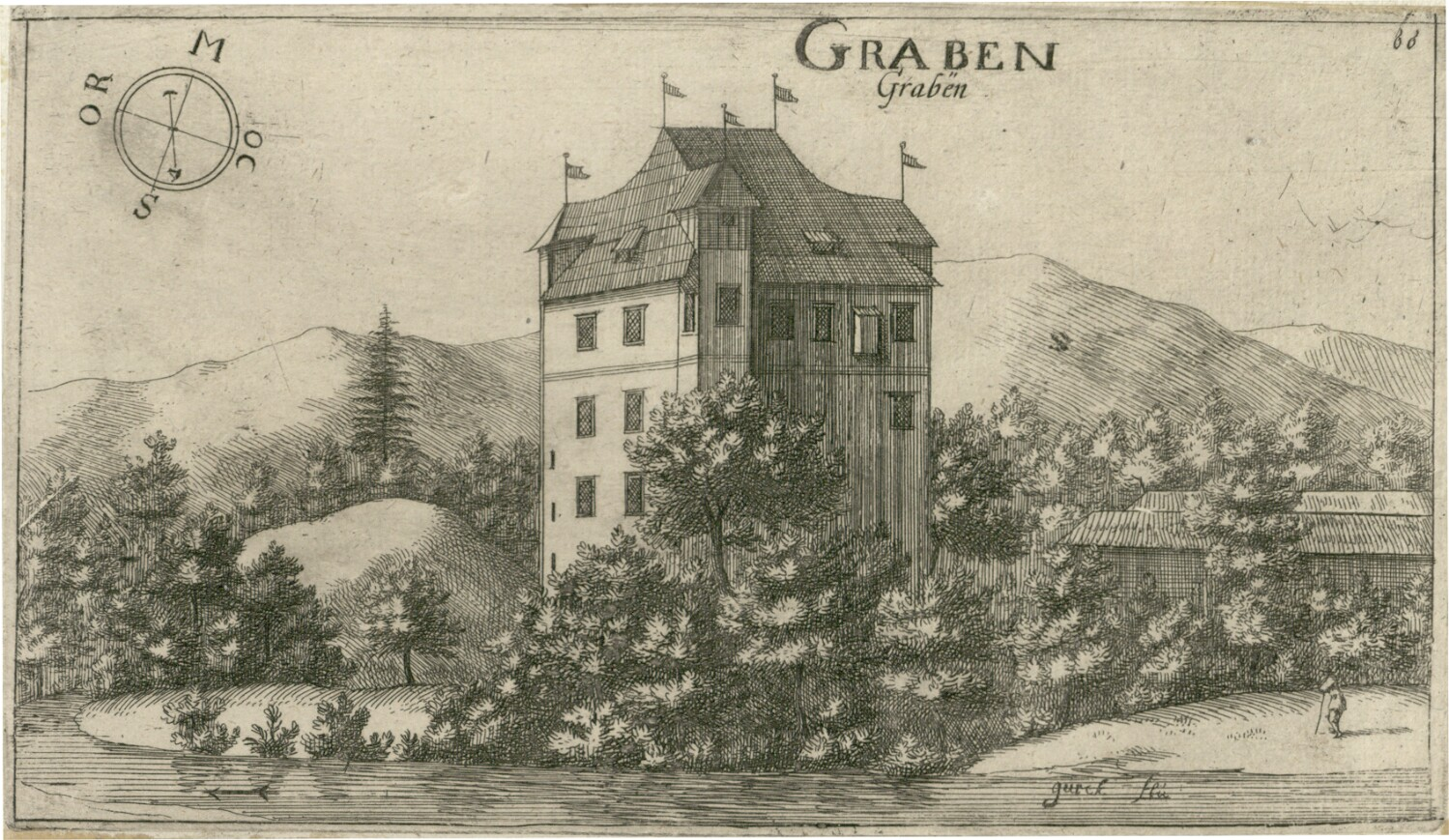
Das ehemalige Schloss Graben im Jahre 1679

1512 erhielt Wilhelm von Graben von seiner Schwiegermutter Barbara von Baumkirchen von Stubenberg all deren Erbgüter zum Geschenk. Im Jahre 1516 versetzten Wilhelm und sein Bruder Wolfgang ihre Güter in Pöllau dem Stift Vorau. Laut dem Freiherr von Valvasor war Wilhelm im Jahre 1517 an der krainerischen Sankt Christophorus Gesellschaft beteiligt gewesen. 1520 wurde er mitsamt seinen Brüdern Andree und Wilhelm von Graben durch Valvasor als Besitzer des Stammschlosses Graben nahe Novo mesto genannt. Weitere Besitzungen hatte er an der südsteirischen Mur; dort standen u. a. die Dörfer Ottendorf, Heiligkreuz und Altendorf unter seiner Herrschaft.
Im Jahre 1522 war Wilhelm von Graben in Streit mit drei anderen Herren [ua gegen Veit von Fladnitz, dem zweiten Ehemann seiner Schwiegermutter] betreffs der aus der Stubenbergschen Erbe gelangten Herrschaft und des Schlosses Gutenberg beteiligt, welches ihm laut dem Übertrag seiner Schwiegermutter gehörte, und ihm auch zugesprochen wurde. Wilhelm von Graben wurde nebst den Gräbern seiner Vorfahren in Stift Rein bestattet.

## Quelle
- Adalbert Sikora: Die Herren vom Graben. In: Zeitschrift des Historischen Vereines für Steiermark. Jahrgang 51, Graz 1960, S. 43–94 (historischerverein-stmk.at).
- Von Graben Forschung